# Mongoose Publishing
Mongoose Publishing est un éditeur de jeux de rôle britannique, basé à Swindon (Wiltshire).
Il s'est spécialisé dans le D20 System, notamment en créant la gamme OGL System, qui est le D20 System réécrit afin de pouvoir éditer des jeux sous licence ludique libre ; ses jeux contiennent les règles et peuvent donc s'utiliser sans acheter les livres de Donjons et Dragons 3e éd.
C'est l'éditeur de (par ordre alphabétique) :
- Armageddon 2089 - Total War,
- Babylon 5,
- Elric, successeur de Stormbringer, le jeu de Chaosium situé dans les Jeunes Royaumes, le plus connu des univers créés par l'écrivain Michael Moorcock,
- Earthdawn,
- Hawkmoon,
- Judge Dredd,
- Macho Women with Guns,
- Jeux en licence ludique libre
  - OGL Ancients : antiquité fantasy,
  - Conan, le jeu de rôle : sur Conan le Barbare,
  - OGL CyberNet : jeu cyberpunk ; Cybernet Soundtrack est un album de musique de Stratos, destiné à servir de musique d'ambiance au jeu,
  - OGL Horror : fantastique contemporain, horreur,
  - Lone Wolf (édité en français par Le Grimoire),
  - Mutants & Masterminds,
  - OGL Rulebooks (format poche) : Mongoose pocket player's handbook (réécriture du Manuel du joueur de D&D), Mongoose Pocket GM's Handbook (réécriture du Guide du maître de D&D), Mongoose Modern Pocket Handbook (réécriture de D20Modern),
  - RuneQuest, jeu de rôle se déroulant dans l'univers mythique de Glorantha. Mongoose Publishing a réédité le jeu en 2006 après que ses droits d'exploitation commerciale et la marque RuneQuest eurent changé plusieurs fois de propriétaire depuis que son éditeur original, Chaosium, l'avait lancé dans le marché en 1978,
  - OGL Steampunk : steampunk, science-fiction baroque,
  - OGL Wild West : ambiance western, les États-Unis entre les années 1850 et 1870,
- Paranoïa, jeu humoristique post-apocalyptique,
- Starship Troopers : d'après le livre éponyme,
- Wars : d'après le jeu de cartes à collectionner de Decipher.

Depuis l'été 2009, Mongoose élargit sa gamme en publiant des suppléments directement en langue française, avec pour commencer Elric puis Hawkmoon (voir le site officiel).